# Damier Pitts
Damier Erik Pitts (Charlotte, Carolina del Norte, 3 de diciembre de 1989) es un baloncestista estadounidense que pertenece a la plantilla del KK Rabotnički de la Prva Liga, la primera división macedonia. Con 1,78 metros de estatura, juega en la posición de base.

## Trayectoria deportiva

### Universidad
Jugó cuatro temporadas con los Thundering Herd de la Universidad Marshall en las que promedió 12,6 puntos, 2,3 rebotes y 4,2 asistencias por partido. En su primera temporada fue incluido en el mejor quinteto de novatos de la Conference USA, mientras que en la última lo fue en el tercer mejor quinteto de la conferencia.

### Profesional
Tras no ser elegido en el Draft de la NBA de 2012, en el mes de agosto firmó su primer contrato profesional con el KFÍ de la Úrvalsdeild karla, la primera división islandesa. Jugó una temporada en la que promedió 33,5 puntos, 7,0 asistencias y 6,5 rebotes por partido, acabando como máximo anotador de la competición.
La temporada siguiente cambió de liga para fichar por el equipo turco del İstanbul DSİ S.K., donde permanecería una temporada, en la que promedió 19,4 puntos y 4,3 asistencias por partido. El 25 de agosto de 2014 firmó con el equipo italiano de los Roseto Sharks, de la Serie A2 Silber, el tercer nivel del baloncesto transalpino. donde promedió 18,6 puntos por encuentro.
En 2015 firmaría con el BK Ventspils letón, equipo con el que se estrenaría en competición europea, al participar en la Copa Europea de la FIBA, donde promedió 8,7 puntos y 2,4 asistencias. Al año siguiente seguiría en la Latvijas Basketbola līga, en esta ocasión en el BK Valmiera, donde acabó con unos promedios de 14,5 puntos y 5,5 asistencias por partido.
En agosto de 2017 se comprometió con el Joensuun Kataja de la Korisliiga finesa, donde permaneció hasta el mes de febrero, cuando firmó contrato con el Sport Lisboa e Benfica luso, donde acabó la temporada promediando 11,7 puntos y 4,3 asistencias.
En octubre de 2018 se comprometió con el Jászberényi KSE de la NB I/A, la primera división húngara, donde llegó para reemplazar al lesionado Remon Nelson.